# Hrabstwo Lake (Illinois)

Piramida wieku hrabstwa

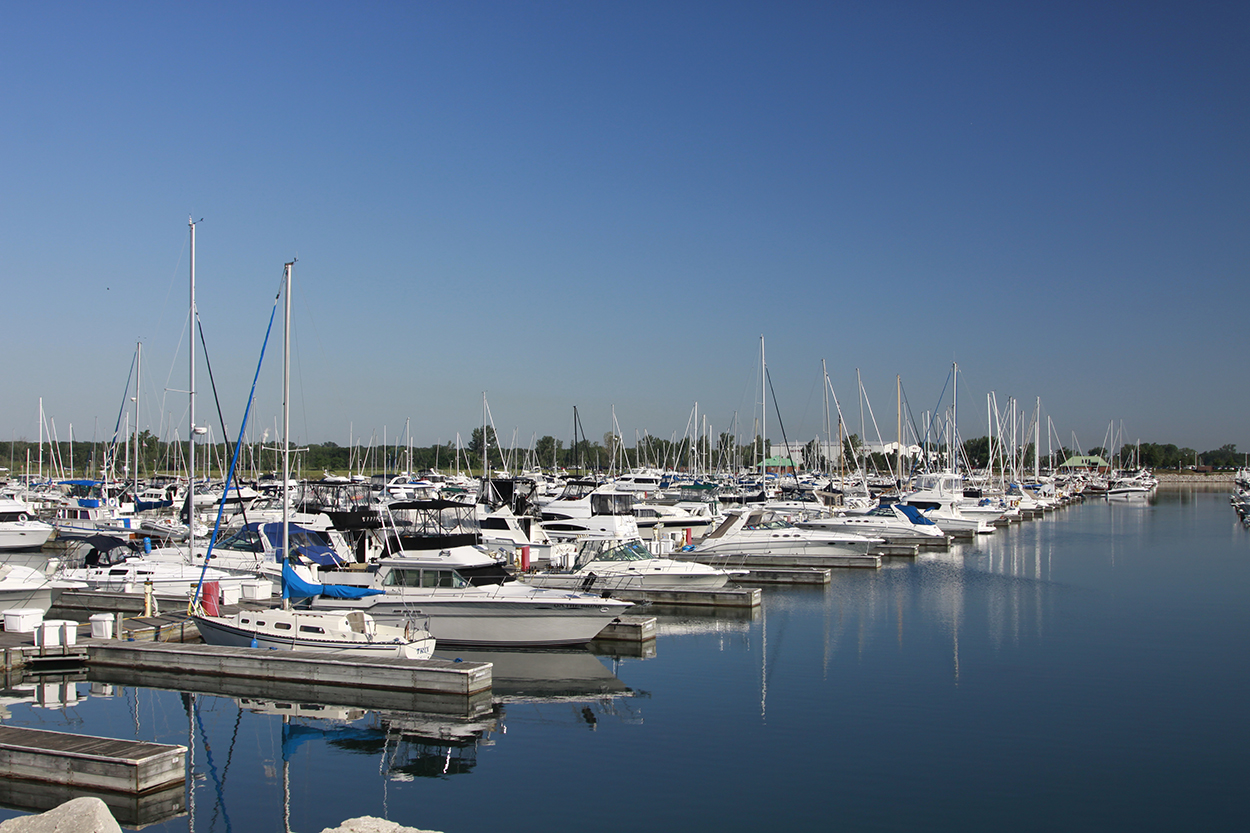
North Point Marina

Hrabstwo Lake – hrabstwo w USA, w stanie Illinois, przy granicy ze stanem Wisconsin. Obejmuje północne przedmieścia w obszarze metropolitalnym Chicago. Z liczbą 708,8 tys. mieszkańców, jest trzecim pod względem liczby ludności hrabstwem Illinois. Siedzibą hrabstwa jest największe miasto Waukegan (w większości zamieszkane przez społeczność latynoską). 19,5% mieszkańców hrabstwa urodziło się poza granicami Stanów Zjednoczonych. 
Hrabstwo obejmuje zamożne społeczności, w tym: Lake Forest, Lake Bluff i Highland Park, co sprawia, że jest drugim pod względem bogactwa stanem Illinois, po hrabstwie DuPage. Swoim zasięgiem obejmuje większe miejscowości, takie jak: Buffalo Grove (większą część), Mundelein, North Chicago, Gurnee, Round Lake Beach i Zion.
Znajduje się tutaj Naval Station Great Lakes, siedziba jedynego obecnego obozu szkoleniowego Marynarki Wojennej Stanów Zjednoczonych.

## Geografia
Według spisu hrabstwo zajmuje powierzchnię 904 km², z czego  1893 km² stanowią lądy, a 11 km² (1,22%) stanowią wody. Według danych statystycznych z 2000 roku hrabstwo znajduje się na 31 miejscu w kraju pod względem dochodu na jednego mieszkańca.

### Sąsiednie hrabstwa
- Hrabstwo Kenosha – północ
- Hrabstwo Allegan – północny wschód
- Hrabstwo Van Buren – wschód
- Hrabstwo Berrien – południowy wschód

Stan Illinois na mapie USA

- Hrabstwo Cook – południe
- Hrabstwo McHenry – zachód

### Okręgi
| - Antioch - Avon - Benton - Cuba - Ela | - Freemont - Grant - Lake Villa - Libertyville - Moraine | - Newport - Shields - Vernon - Warren - Wauconda | - Waukegan - West - Zion |

## Historia
Z chwilą gdy lodowiec wycofał się w obecnych terenów hrabstwa Lake, utworzyło się jezioro polodowcowe Michigan. 10 000 lat temu poziom jeziora spadł do obecnego stanu pozostawiając po sobie osady gliny, piasku i kamieni.
Według niektórych pogłosek pierwszym białym, który zobaczył obecne tereny Lake, był jezuicki misjonarz, o. Allouez w 1630 roku.
Prawdopodobnie umarł on w pobliżu Waukegan. Jednakże, w " Historii Hrabstwa Lake " autorstw Halseya znajduje się wzmianka jakoby pierwszym białym człowiekiem był Jeanem Nicolet, agent firmy Company of the Hundred Associates, który rządził w  St. Lawrence w Quebec.  W 1634 – 1635, odbył on podróż łodzią przez południowy zachód drogą rzeczną Mackinac, Green Bay i rzeką Fox. W ten sposób odwiedził 60 indiańskich wsi w rejonie hrabstw McHenry i Lake.
W 1818 roku stan Illinois przyłączył się do Unii i w 1833 roku rdzenni mieszkańcy tych terenów Indianie Potawatomie, którzy żyli to od roku 1720, podpisali układ z rządem USA, w którym rezygnowali z ziem. Po tym wydarzeniu nastąpiła wielka fala emigracyjna do zachodnich terenów rzeki Des Plaines, gdzie ziemia była płaska, łatwo dostępna, preria pokryta trawą i nadająca się do zagospodarowania.
Pierwszy osadnikiem był kapitanem Daniel Wright z Vermontu, który przybył do Checagou w 1833 roku. Idąc wzdłuż brzegów rzeki Aux Plain osiadł nad zatoką Creek w 1834 roku, wraz z żoną dziećmi, dwoma wołami i krową. Zmarł w i został pochowany nad zatoką w grudniu 1873 roku w wieku 95 lat. Innymi osadnikami, którzy przybyli do okręgu Vernon w 1834 roku byli duchowny Theron Parsons, który zbudował kaplicę i Hiram Kennecott, właściciel pierwszego sklepu i tartaku. Kennecott został wybrany w 1835 roku pierwszym szeryfem hrabstwa Lake.
W sierpniu 1836 roku powstał pierwszy urząd pocztowy w hrabstwie zostało założony na zatoką Creek a osada została nazwana Half Day od faktu iż konna podróż od zatoki do osady trwała pół dnia. W tym sam roku, Laura B. Sprague otworzyła pierwszą szkołę w chacie jej ojca w Half Day.

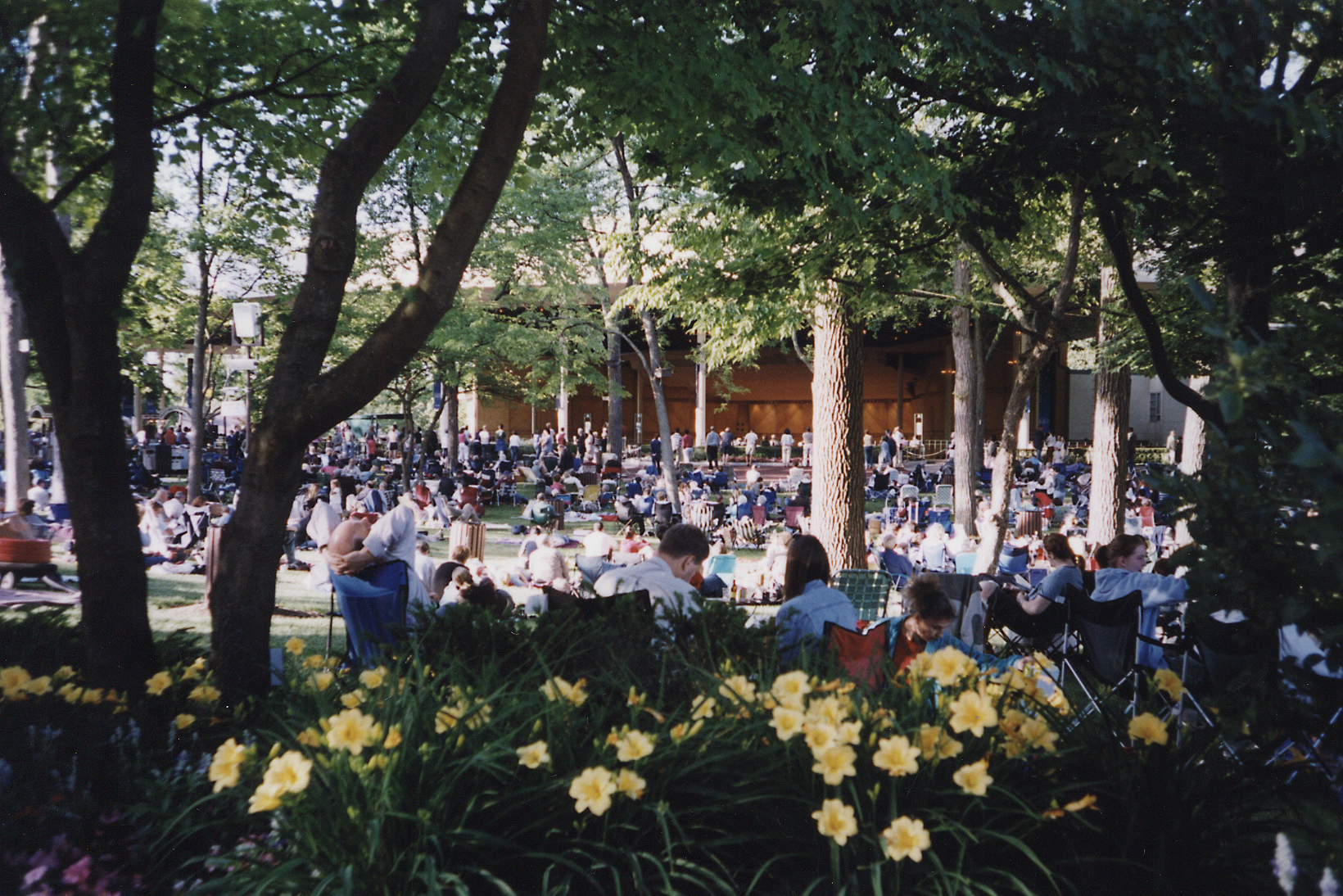
Parak Ravinia w miasteczku Highland Park w trakcie trwania festiwalu Ravinia

W 1834 roku powstały pierwsze zabudowania w miejscu obecnego miasta Waukegan i zostało nazwane Litte Fort (Mały Fort), od ruin francuskiego  fortu znalezionego w pobliżu. Miasto położone w dogodnym miejscu nad jeziorem stało się ważnym składem handlowym i nazwane Waukegan od indiańskiego słowa plemienia Waukegan oznaczającego Litte Ford.
W 1834 roku, angielski osadnik, George Vardin, przybył do miejsca zwanego teraz Libertyville, wraz ze swoją żoną i córką. Tu zbudował chatę w małym zagajniku pomiędzy rzeka Des Plaines Rzeka a jeziorem i nazwę je Horace Butler. Po roku osada została przemianowana na Vardin's Grove, a następnie, kiedy to 4 lipca 1836 roku dziesięć rodzin świętował Dzień Niepodległości w Independence Grove. W tym samym roku wybudowano pierwszy kościół w hrabstwie i pierwszą szkołę. W 1837 roku nazwa miasta ponownie została zmieniona na Libertyville.
Historia miasteczka Deerfield zaczęła się w 1835 roku, kiedy to grupa osadników przybyła do ujścia rzeki Des Plaines. Horace Lamb, wraz z Jacobem Cadwell i jego pięciu synami, osiadł w obszarze dzisiejszego miasteczka Deerfield. Nazwę okręgu przybrana na cześć byłego irlandzkiego mieszkańca Deerfield.
W tym samym również roku, trzy rodziny utworzyło osadę Mechanic's Grove znaną dziś jako St. Mary na zatoką jeziora w Mundelein. Później, wieś została nazwana  Holcomb. W 1924 roku miasto Mundelein po imieniu kardynała Mundelein.
Hrabstwo Lake powstało z terenów hrabstwa McHenry w 1839 roku.

## Demografia
Według danych pięcioletnich z 2022 roku, 58,9% mieszkańców hrabstwa identyfikowało się jako biali niebędący Latynosami, 22,8% było Latynosami, 9,4% rasy mieszanej, 8,5% to Azjaci, 6,8% czarni lub Afroamerykanie, 0,7% rdzenni Amerykanie i 0,05% pochodziło z wysp Pacyfiku.
Do największych grup należą osoby pochodzenia meksykańskiego (17,8%), niemieckiego (16,6%), irlandzkiego (10,5%), polskiego (7,6%), angielskiego (6%), włoskiego (5,9%), afroamerykańskiego, hinduskiego (3,6%) i „amerykańskiego” (3,5%). Do innych większych grup należą osoby pochodzenia europejskiego (nieokreślonego) (17,9 tys.), rosyjskiego (15,9 tys.), szwedzkiego (14,4 tys.), francuskiego (13,1 tys.), portorykańskiego (12,7 tys.), szkockiego lub szkocko–irlandzkiego (12,6 tys.), filipińskiego (11 tys.), norweskiego (10,8 tys.) i chińskiego (9,5 tys.).
Średni dochód gospodarstwa domowego (dane z 2023) w hrabstwie wynosi 108 917 dolarów, zaś dochód na mieszkańca 55 756 dolarów. 8,2% mieszkańców żyje poniżej relatywnej granicy ubóstwa. W latach 2010–2020 populacja wzrosła o zaledwie 1,55%.

## Religia

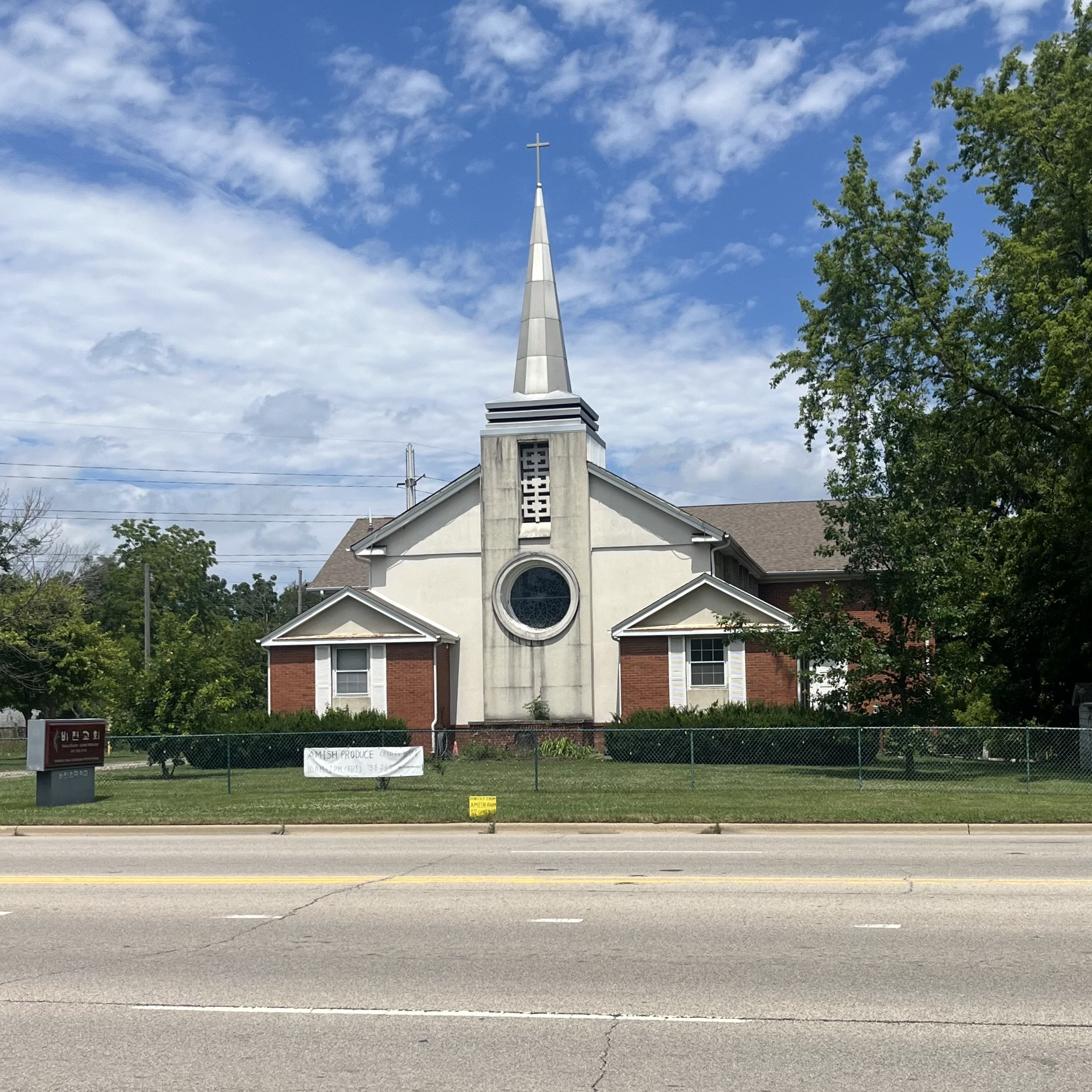
Diamond Lake Church

Według danych spisowych z 2020 roku, 31,1% mieszkańców deklaruje członkostwo w Kościele katolickim. 3,1% mieszkańców to muzułmanie. Istnieją duże społeczności żydowskie (1,8%) i Chabad Lubawicz. Kościoły protestanckie mają mniejszy odsetek wyznawców, niż inne hrabstwa w aglomeracji Chicago, w tym byli:
- bezdenominacyjne zbory ewangelikalne (36,8 tys. członków w 65 zborach)
- Kościoły luterańskie (17,7 tys. w 37 kościołach)
- Kościoły baptystyczne (ok. 13 tys. w 43 zborach)
- i wiele innych.

5,3 tys. (0,74%) osób to świadkowie Jehowy.

## Polityka
Hrabstwo jest silnie demokratyczne, gdzie w wyborach prezydenckich 2024, Kamala Harris pokonała Donalda Trumpa stosunkiem głosów 59,4% do 38,7%.